# ISO 3166-2:SC

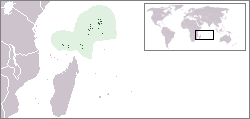
Carte des Seychelles.

ISO 3166-2 données pour les Seychelles.
- Sources de la liste : FIPS 10-4
- Source des codes : secrétariat ISO/TC 46/WG 2

## Mise à jour
- ISO 3166-2:2007-04-17 Bulletin n° I-8 (création)

## Districts (23)en:district
| Code ISO 3166-2 | District              | District                    |
| Code ISO 3166-2 | Nom anglais           | Nom français (non officiel) |
| --------------- | --------------------- | --------------------------- |
| SC-01           | Anse aux Pins         | Anse aux Pins               |
| SC-02           | Anse Boileau          | Anse Boileau                |
| SC-03           | Anse Étoile           | Anse Étoile                 |
| SC-04           | Anse Louis            | Anse Louis                  |
| SC-05           | Anse Royale           | Anse Royale                 |
| SC-06           | Baie Lazare           | Baie Lazare                 |
| SC-07           | Baie Sainte Anne      | Baie Sainte-Anne            |
| SC-08           | Beau Vallon           | Beau Vallon                 |
| SC-09           | Bel Air               | Bel Air                     |
| SC-10           | Bel Ombre             | Bel Ombre                   |
| SC-11           | Cascade               | Cascade                     |
| SC-12           | Glacis                | Glacis                      |
| SC-13           | Grand’ Anse (Mahé)    | Grand' Anse (Mahé)          |
| SC-14           | Grand’ Anse (Praslin) | Grand' Anse (Praslin)       |
| SC-15           | La Digue              | La Digue                    |
| SC-16           | La Rivière Anglaise   | La Rivière Anglaise         |
| SC-17           | Mont Buxton           | Mont Buxton                 |
| SC-18           | Mont Fleuri           | Mont Fleuri                 |
| SC-19           | Plaisance             | Plaisance                   |
| SC-20           | Pointe La Rue         | Pointe La Rue               |
| SC-21           | Port Glaud            | Port Glaud                  |
| SC-22           | Saint Louis           | Saint Louis                 |
| SC-23           | Takamaka              | Takamaka                    |